# Carex reichei
Carex reichei är en halvgräsart som beskrevs av Georg Kükenthal. Carex reichei ingår i släktet starrar, och familjen halvgräs. Inga underarter finns listade i Catalogue of Life.